# Angelhausen
Angelhausen is een dorp in de Duitse gemeente Arnstadt in het Ilm-Kreis in Thüringen.

## Geschiedenis
Het dorp wordt voor het eerst vermeld in een oorkonde uit 948.
Samen met Oberndorf werd het dorp in 1922 bij Arnstadt gevoegd.
Angelhausen-Oberndorf · Arnstadt · Branchewinda · Dannheim · Dosdorf · Espenfeld · Ettischleben · Görbitzhausen · Hausen · Kettmannshausen · Marlishausen · Neuroda · Reinsfeld · Roda · Rudisleben · Schmerfeld · Siegelbach · Wipfra